# Emil Gutmann
Emil Gutmann (laut Taufeintrag „Emil Albert Hermann Josef Siegfried“) (* 24. Februar 1877 in Wien; † 2. August 1938 in Wien) war ein österreichischer Konzertunternehmer, der vor allem durch die Münchner Uraufführung von Gustav Mahlers 8. Sinfonie und seine musikhistorisch aufschlussreichen Korrespondenzen mit Mahler und Arnold Schönberg bekannt ist.

## Leben und Werk

Inserat für eine vom Konzert-Bureau Emil Gutmann veranstaltete Berliner Karl-Kraus-Vorlesung (1912)

Der kunst- und musikgeschichtlich bedeutende Konzertunternehmer Emil Gutmann war ein Sohn des aus Fürth in Bayern stammenden Wiener Musikalienhändlers und Konzertagenten Albert Gutmann (1851–1915). Emil Gutmann ist 1906 nach München übersiedelt, wo er in der Theatinerstraße 38 seine eigene Konzertagentur betrieben hat (seine Münchner Wohnadressen waren Liebigstraße 37 und zuletzt Viktor-Scheffel-Straße 15).
Bekannte Kunden waren der Schriftsteller Karl Kraus, die Sänger und Schauspieler Mattia Battistini und Leo Slezak, der Pianist und Komponist Felix Weingartner sowie die Komponisten Ferruccio Busoni, Oskar Fried, Gustav Mahler und Arnold Schönberg, wobei er mit den Letzteren musikhistorisch aufschlussreiche Korrespondenzen geführt hat.
Emil Gutmann hat unter anderem die Uraufführung von Mahlers VIII. Sinfonie organisiert, die er zu Mahlers Verärgerung mit dem Beinamen „Sinfonie der Tausend“ versehen hat, der das Werk bis heute begleitet. 1911 hat Gutmann die Münchner Gedächtnis-Feier für den am 18. Mai 1911 verstorbenen Gustav Mahler organisiert, bei der Bruno Walter die Uraufführung von Mahlers „Lied von der Erde“ und nach der Pause Mahlers 2. Sinfonie dirigiert hat.
Bis 1912 hat Gutmann seine Konzertagentur in München betrieben, bevor er nach Berlin übersiedelt ist, wo er sich finanziell übernommen hat:

„Er wurde der Impresario der Moderne. Man wird sich der Aufsehen erregenden Aufführungen von Gustav Mahlers „Sinfonie der Tausend“ entsinnen, die in München, in Hamburg, in Berlin und anderwärts stattfanden. Es war Emil Gutmann, der ihr geschäftlicher Organisator war, und wenn man heute in Deutschland und Oesterreich etwas von Arnold Schönberg weiß, so war es ebenfalls Emil Gutmann, der diesen Futuristen der Musik „managte“. Aehnlich wurden Busoni und Oskar Fried von ihm propagiert. […] Mit einem Wort: die ganze moderne Kunst führte er in seinem Kolossalbetrieb an der Hand. Und das Endresultat war – sein finanzieller Zusammenbruch. Er hatte sich „übernommen“, wohl weil er jedem an sich guten Einfall nachjagte und das weise Maßhalten nicht lernen wollte. Eines Tages stand das große Defizit in seinen Büchern. Es ging nicht weiter – und so ging Gutman selber. Zunächst in eine unbekannte Ferne – er verschwand einfach für alle Welt. Erst jetzt erfährt man, daß er in einer bescheidenen Stellung bei der österreichischen Staatsbahn eine stille Existenz gefunden hat.“

Gutmann wurde zwar als „Impresario der Moderne“ gewürdigt, war aber (obwohl katholisch getauft) wegen seiner jüdischen Abstammung und seines Engagements für jüdische Künstler in der Öffentlichkeit heftigen antisemitischen Anfeindungen ausgesetzt.
Die biografischen Angaben zu Emil Gutmanns weiterem Lebensweg sind spärlich. Einer amtlichen Anmerkung zu seinem Taufeintrag ist zu entnehmen, dass er am 6. Jänner 1919 in Davos Dorf geheiratet hat. Laut der Gustav-Mahler-Sekundärliteratur war er während des Ersten Weltkriegs

„Soldat in Ungarn. Nach Kriegsende lebte er offenbar nur noch wenige Monate in München. Spätestens seit Herbst 1919 befand er sich (vermutlich aus gesundheitlichen Gründen) in Davos und wurde am 1. Juli 1920 in die Nervenheilanstalt Eglfing (Garmisch-Partenkirchen) eingewiesen.“

Trotz widersprüchlicher Angaben steht inzwischen zweifelsfrei fest, dass der „g[e]w[esene] MusikHändler“ Emil Gutmann am 2. August 1938 in Wien an Lungentuberkulose verstorben ist.